# NGC 4987
NGC 4987 is een elliptisch sterrenstelsel in het sterrenbeeld Jachthonden. Het hemelobject werd op 26 april 1789 ontdekt door de Duits-Britse astronoom William Herschel.

## Synoniemen
- UGC 8216
- MCG 9-22-15
- ZWG 271.13
- PGC 45502